# Canovium
Canovium è un forte di epoca  romana rinvenuto nei pressi del villaggio gallese di Caerhun (distretto di contea di Conwy, Galles nord-orientale) e risalente alla fine del I secolo d.C.

## Storia

### Costruzione e utilizzo
Il forte fu costruito a partire dal 75 d.C. dai Romani per difendere la strada che conduceva da Chester, in Inghilterra, fino alla zona occupata dai loro avamposti in Galles.  Canovium fu realizzato contemporaneamente ad altri forti romani quali Cicucium e Segontium.
La scelta del luogo fu strategica fino ai minimi particolari: il forte fu infatti realizzato lungo il punto di massima alta marea del fiume Conwy. Il forte originario era costituito da un fossato e da un terrapieno. 
In seguito fu ricostruito in pietra: in particolare, fu realizzato un muro di cinta della larghezza di 6 piedi.
Attorno al forte si sviluppò anche un vicus.
Il forte fu abbandonato temporaneamente attorno al 196 d.C. dopo essere stato distrutto.
In seguito, il forte fu nuovamente occupato all'inizio del III secolo d.C. e intorno al 235 venne costruita una cucina.
Il vicus che si era sviluppato attorno al forte fu abbandonato definitivamente non prima della fine del IV secolo d.C., come dimostrerebbero i resti di monete e di stoviglie rinvenuti in loco.

### Scavi archeologici
I primi scavi attorno al sito furono intrapresi nel 1650 da Samuel Lee. Lee riportò alla luce l'iscrizione LEG XX V. .
Ulteriori opere di scavo furono quindi intraprese nel 1719 da Gale. Questi scavi riportarono alla luce l'iscrizione LEG X. 
In seguito, furono intrapresi degli scavi nel 1801 da Samuel Lysons, che riportò alla luce dei bagni della lunghezza di 39 metri
Un'importante opera di scavo fu quindi intrapresa negli anni venti del XX secolo. Questi scavi riportarono alla luce monete, stoviglie e altri oggetti di vita quotidiana.

## Caratteristiche
Il forte occupa un'area di 3,75 acri e le sue dimensioni sono di 125x135 metri.
Il forte poteva occupare fino a 500 soldati.